# Ленская, Людмила Семёновна
Людмила Семёновна Ленская (в девичестве Протасова; 1825 — не ранее конца 1860-х) — российская актриса

.

## Биография
Людмила Протасова родилась в 1825 году. Мать ее была довольно известная провинциальная актриса, игравшая в 1810—1840-х гг., а потому девочка с детства вращалась в кругу артистов. Ещё ребенком она несколько раз принимала участие в спектаклях, а с семнадцати лет полностью посвятила себя артистической карьере и вскоре завоевала симпатии публики и театральной критики. Так, уже в 1843 году в «Репертуаре и Пантеоне», в статье А. Д. о Харьковском театре, о Л. С. Протасовой было сказано следующее:

«... ей принадлежало первое место среди актеров Харьковского театра. Кто видел ее в «Отце и дочери» несчастною причиною безумия отца, в «Ромео» — Юлией, в «Елене Глинской» супругой Оболенского, в «Мандарине», в «Жизни Игрока», тот верно согласится, что драматический характер юной артистки выше всякого сравнения. Кто же видел ее в «Москале-Чарывнике», в «Мирандолине», в «Новичках в любви» или в «Узких башмачках», тот еще более подивится разнообразию обширного ее таланта».

В 1845 году Людмила Семёновна Протасова вышла замуж за провинциального актера Ленского. 
Переезжая из города в город, она всюду имела выдающийся успех. Пробыв на сцене до конца 1860-х годов, Л. С. Протасова-Ленская оставила артистическую деятельность и с этих пор сведений о ней пока не найдено.